# 제임스 메이나드
제임스 메이나드(영어: James Maynard, 1987년 6월 10일 ~ )는 해석적 수론, 특히 소수 이론을 연구하는 영국의 수학자이다. 2017년에 옥스퍼드 대학교 연구교수로 임명되었다. 메이나드는 옥스퍼드에 있는 세인트 존스 칼리지의 회원이다. 2022년 필즈상을 수상했다.

## 전기
메이나드는 영국 첼름스퍼드에 있는 King Edward VI Grammar School에 다녔다. 2009년 케임브리지 대학교의 퀸스 칼리지에서 학사 및 석사 학위를 마친 메이나드는 2013년 옥스포드 대학교의 발리올 칼리지에서 로저 히스브라운(Roger Heath-Brown)의 감독 하에 박사 학위를 취득했다. 그 후 옥스퍼드의 모들린 칼리지에서 시험 펠로우가 되었다.
2013-2014년 동안 메이나드는 몬트리올 대학교에서 CRM-ISM 박사후 연구원이었다.
2013년 11월 메이나드는 소수 사이의 간격의 경계가 있다는 장이탕의 정리에 대한 다른 증명을 제시했으며, 임의의 {\displaystyle m}에 대해 {\displaystyle m}개의 소수를 포함하고 길이에 상한이 존재하는 간격이 무한히 많이 존재함을 보여 오랜 추측을 해결했다. 이 작업은 "허용 가능한 {\displaystyle m}-튜플의 양의 비율은 모든 {\displaystyle m}에 대해 소수 {\displaystyle m}-튜플 추측을 만족한다"는 하디-리틀우드 {\displaystyle m} -튜플 추측에 대한 성과로 볼 수 있다. {\displaystyle n}번째 소수를 {\displaystyle p_{n}}라고 하면, 메이나드의 접근 방식은  다음 상한을 얻었다.
{\displaystyle \liminf _{n\to \infty }\left(p_{n+1}-p_{n}\right)\leq 600}
이는 기존에 존재하던 Polymath8 프로젝트에서의 최고 경계에서 크게 개선된 것이다. (즉, 그는 크기가 최대 600인 소수의 간격이 무한히 많다는 것을 보여주었다.) 그 후 Polymath8b가 생성되었으며, Polymath 프로젝트 위키에서 2014년 4월 14일 발표한 내용에 따르면 이들의 협력을 통해 간격 크기를 246으로 줄였다. 또한 Elliott-Halberstam 추측과 별도로 일반화된 형식을 가정하여 Polymath 프로젝트 위키에서는 간격 크기가 각각 12 및 6으로 감소했다고 명시하고 있다.
2014년 8월 Maynard(Ford, Green, Konyagin 및 테런스 타오와는 별개)는 소수 사이의 큰 간격에 대한 에르되시의 오랜 추측을 해결하고 사상 최대의 Erdős 상($10,000)을 받았다.
2014년에 SASTRA 라마누잔 상을 수상했다. 2015년에 화이트헤드상을, 2016년에 EMS Prize를 수상했다.
2016년, 메이나드는 주어진 십진수에 대해 십진수 확장에 해당 자릿수가 없는 소수가 무한히 많다는 것을 증명했다.
2019년, 그는 Dimitris Koukoulopoulos 와 함께 Duffin-Schaeffer 추측을 증명했다.
2020년에 Thomas Bloom과의 공동 작업에서 그는 제곱차이 없는 집합에 대한 가장 잘 알려진 경계를 개선하여 집합 {\displaystyle A\subset [N]}에 제곱 차이가 없으면 어떤 {\displaystyle c>0}에 대해 크기가 많아야 {\displaystyle {\frac {N}{(\log N)^{c\log \log \log N}}}}임을 보였다.
메이나드는 "소수의 구조와 디오판토스 근사에 대한 이해의 주요 발전을 이끈 해석적 수론에 대한 기여"로 2022년 필즈상을 수상했다.

## 개인적 삶
메이나드는 1987년 6월 10일 영국 첼름스퍼드에서 태어났다. 그의 배우자는 Eleanor Grant이다.